# Tygodnik Skarżyski
Tygodnik Skarżyski – lokalny tygodnik ukazujący się na terenie powiatu skarżyskiego od 1998 roku, w środy. Zajmuje się wyłącznie tematyką regionalną (polityka, tematy społeczno-interwencyjne, kultura, sport, felietony).
Był jednym z pięciu tytułów (obok „Tygodnika Starachowickiego”, „Tygodnika Koneckiego”, „Tygodnika Szydłowieckiego” i „TV Programu Telewizyjnego”) wydawanym przez starachowickie wydawnictwo Starpress Sp. z o.o.
Z reguły ma 20 lub 24 strony formatu A3, z czego cztery w pełnym kolorze. Do każdego egzemplarza dołączony jest program telewizyjny. Własny system kolportażu i współpraca z „Ruchem” sprawiają, że tygodnik dociera do wszystkich gmin, osiedli i wsi powiatu skarżyskiego. 
„Tygodnik Skarżyski” zajął III miejsce w V Konkursie dla Niezależnej Prasy Lokalnej, organizowanym w Warszawie przez Fundację IDEE.
Redakcja Tygodnika Skarżyskiego znajdowała się na Placu Floriańskim w Skarżysku. Obecnie siedziba Tygodnika mieści się w Starachowicach przy ulicy Lipowej.